# Blackberry OS
Blackberry OS (Eigenschreibweise BlackBerry OS; bis zur fünften Ausgabe bekannt als Blackberry Device Software, auch bekannt als Research in Motion OS) ist ein proprietäres, kostenlos nutzbares (Freeware) Multitasking-Betriebssystem für Smartphones. Es wird von dem Unternehmen Blackberry (ehemals Research in Motion) für dessen Geräte der Marke Blackberry entwickelt. Apps können im zugehörigen Blackberry-World-Store erworben werden.
Der Nachfolger von Blackberry OS heißt Blackberry 10.

## Technologie
Es ist in C++ programmiert und bietet eine Java-Umgebung (J2ME – MIDP) mit speziellen Schnittstellen zum Betrieb von (Dienst-/Anwendungs-)Programmen. Drittentwicklern steht eine spezielle Programmierschnittstelle zur Verfügung. Integraler und bekanntester Bestandteil der Funktionalität sind die E-Mail-Funktionen der Plattform. Laut Gartner war es mit 17,5 Prozent Marktanteil im Jahr 2010 eines der bedeutendsten Betriebssysteme für Mobiltelefone, wobei eine sinkende Bedeutung prognostiziert wurde. Im Jahr 2012 war der Marktanteil auf rund 5 Prozent gesunken, im 2. Quartal 2013 bereits auf 2,7 %.

## Blackberry 10
Am 19. Oktober 2011 wurde Blackberry 10 vorgestellt, das Blackberry OS ersetzte. Das erste Gerät des Herstellers mit dem neuen Betriebssystem war das Blackberry Z10, das am 30. Januar 2013 vorgestellt und einen Tag später in Großbritannien verkauft wurde. Seither wurden alle Neuvorstellungen, mit einer Ausnahme, mit Blackberry 10 ausgestattet. Im August 2013 hat Blackberry mit dem "9720" noch ein Einsteiger-Smartphone mit Blackberry OS 7.1 vorgestellt.